# 泥舟
泥舟（どろぶね）とは、歌舞伎の大道具の名称。

## 概略
泥場の立ち回りを演じるときに、役者が実際に泥まみれになって写実味を出す演出時に使用される。もともとは、客席の舞台の被りつきの枡席に泥を入れていたが、現在は舞台の中に設けている。左官が壁土を足でこねる箱舟に似ている所から名づけられた。現在では『夏祭浪花鑑』の『長町裏』での義平次殺し、『鯉つかみ』終幕の志賀之助と大鯉の精との立ち回りに使用されるのが代表例である。

## 参考資料
- 服部幸雄・富田鉄之助・廣末保『歌舞伎事典』平凡社　1983年